# La Jaudonnière
La Jaudonnière è un comune francese di 595 abitanti situato nel dipartimento della Vandea nella regione dei Paesi della Loira.

## Società

### Evoluzione demografica
Abitanti censiti